# Нікола Мар'янович
Никола Мар'янович (серб. Nikola Marjanović, нар. 10 жовтня 1905, Белград  — пом. 6 березня 1983, там само) — югославський футболіст, що грав на позиції нападника. Відомий виступами за клуб БСК, а також національну збірну Югославії. Триразовий чемпіон Югославії. Старший брат нападника Благоє Мар'яновича.

## Клубна кар'єра
Розпочинав кар'єру разом з братом Благоє Мар'яновичем у «Югославії», у складі якої виступав до 1924 року.
В 1924 році приєднався до команди БСК (брат перейде в цю команду через два роки). У 1927, 1929 і 1930 роках ставав з командою переможцем чемпіоном Белграда. Найсильніші команди регіональних ліг отримували змогу позмагатись за звання чемпіона Югославії. Наприкінці 20-х років БСК стабільно боровся за нагороди чемпіонату, завдяки чому Нікола двічі здобував срібло у 1927 і 1929 роках, а також бронзу у 1928 році.
У 1927 році брав участь у складі своєї команди в матчі Кубку Мітропи, престижного турніру для провідних команд Центральної Європи. Белградський клуб вибував на першій стадії змагань, поступившись угорській команді «Хунгарія» (2:4, 0:4). Никола в першому матчі відзначився забитим голом, але у матчі відповіді не зіграв.
Свою першу перемогу у національному чемпіонаті БСК із у складі здобув у першості 1931 року. Перемога вийшла дуже впевненою, адже столичний клуб виграв усі 10 матчів турніру, випередивши найближчого переслідувача загребську «Конкордію» на 9 очок. Лідерами тієї команди були Милорад Арсеньєвич, Александар Тирнанич, Благоє Мар'янович, Джордже Вуядинович, Любиша Джорджевич, провідні гравці національної збірної. Никола також відіграв значну роль у цій перемозі, адже зіграв в усіх десяти матчах чемпіонату і відзначився трьома голами.
Також здобував титули чемпіона Югославії у 1933 і 1935 роках.
| Дата       | Місто   | Господарі | Результат | Гості   | Турнір           | Голи | Примітки |
| ---------- | ------- | --------- | --------- | ------- | ---------------- | ---- | -------- |
| 30.04.1933 | Белград | Югославія | 1 – 1     | Іспанія | товариський матч | -    | 40'      |
| Усього     |         | Матчів    | 1         |         | Голів            | 0    |          |

## Трофеї і досягнення
- Чемпіон Югославії: 1930-31, 1932-33, 1934-35
- Срібний призер чемпіонату Югославії: 1927, 1929
- Чемпіон футбольної асоціації Белграда: 1927, 1929, 1930
- Срібний призер Кубка короля Олександра: 1926